# سفارة ألمانيا في ألبانيا
سفارة ألمانيا في ألبانيا هي أرفع تمثيل دبلوماسي لدولة ألمانيا لدى ألبانيا. تقع السفارة في Tirana municipality ‏ وهي تهدف لتعزيز المصالح الألمانية في ألبانيا.

## وصلات خارجية
- الموقع الرسمي
- قائمة سفارات ألمانيا
- قائمة السفارات في ألبانيا